# Kościół Przemienienia Pańskiego w Perlejewie
Kościół Przemienienia Pańskiego – rzymskokatolicki kościół parafialny należący do dekanatu Ciechanowiec diecezji drohiczyńskiej.
Budowa obecnej murowanej świątyni została rozpoczęta w 1859 roku przez księdza Józefa Srzedzińskiego, proboszcza w Perlejewie, przy pomocy budowniczego Jana Orłowskiego. Kamień węgielny został poświęcony w dniu 6 sierpnia 1859 roku przez księdza Adama Radziszewskiego, archidiakona białostockiego, proboszcza w Dziadkowicach. Jednak w 1863 roku prace budowlane zostały przerwane, ponieważ ówczesny proboszcz ksiądz Józef Srzedziński został aresztowany w dniu 3 czerwca 1863 roku i zesłany do guberni orenburskiej – jako karę za głoszenie patriotycznych kazań. Dopiero w 1883 roku budowa została zakończona, pod kierunkiem księdza Wincentego Szabłowskiego, ówczesnego proboszcza. W tym samym roku władze carskie zarekwirowały beneficjum kościelne. Nowa świątynia została poświęcona w pierwszą niedzielę adwentu, w dniu 27 listopada 1884 roku, przez proboszcza księdza Wincentego Szabłowskiego z towarzyszeniem księdza Konstantego Waszkiewicza, proboszcza w Ciechanowcu. W 1899 roku na miejscu drewnianej podłogi została położona nowa posadzka z terakoty.